# Alara Şehitler
Alara Şehitler (Ravensburg, 27 november 2006) is een Duits voetbalspeelster. Ze speelt als middenvelder voor FC Bayern München in de Bundesliga.

## Clubcarrière
Şehitler begon met voetballen bij SG Aulendorf op het D-jeugdniveau.  Begin 2018 maakte ze de overstap naar SV Weingarten alvorens ze deel uitmaakte van het C-jeugdgeam van FC Ravensburg uit haar geboorteplaats.
Op 13 februari 2023 tekende Şehitler een contract tot 30 juni 2025 bij FC Bayern München.  Ze kwam eerste drie wedstrijden uit voor het tweede elftal van de Beierse club in de 2de Bundesliga alvorens ze op 22 oktober 2023 haar debuut maakte in de Bundesliga in een 3-0 overwinning op nieuwkomer RB Leipzig door in de 86ste minuut in te vallen voor Linda Dallmann. Hierna miste Şehitler door blessureleed en een COVID-19 infectie een aantal wedstrijden. In een DFB-Pokal wedstrijd in Offenbach am Main maakte ze haar basisdebuut voor FC Bayern München. In deze wedstrijd maakte ze ook haar eerste doelpunt voor Der Rekordmeister en droeg ze daarmee bij aan een 6-0 overwinning. Şehitler won in 2023 een gouden Fritz Walter Medaille. Op 20 oktober 2024 maakte Şehitler haar eerste doelpunt in de Bundesliga door de winnende 3-2 treffer te maken in een uitwedstrijd tegen Bayer 04 Leverkusen.

## Statistieken
| Seizoen | Club              | Competitie     | Competitie | Competitie | Beker | Beker | Overig | Overig | Totaal | Totaal |
| Seizoen | Club              | Competitie     | Wed.       | Dlp.       | Wed.  | Dlp.  | Wed.   | Dlp.   | Wed.   | Dlp.   |
| ------- | ----------------- | -------------- | ---------- | ---------- | ----- | ----- | ------ | ------ | ------ | ------ |
| 2023/24 | FC Bayern München | 2de Bundesliga | 9          | 3          | 0     | 0     | 0      | 0      | 9      | 3      |
| 2023/24 | FC Bayern München | Bundesliga     | 3          | 0          | 2     | 1     | 0      | 0      | 5      | 1      |
| 2024/25 | FC Bayern München | Bundesliga     | 6          | 2          | 0     | 0     | 0      | 0      | 6      | 2      |
| Totaal  | Totaal            | Totaal         | 18         | 5          | 2     | 1     | 0      | 0      | 20     | 6      |

Bijgewerkt t/m 3 december 2024.

## Interlandcarrière
Şehitler kwam als jeugdinternational uit voor Duitsland -15, Duitsland -17, Duitsland -19 en Duitsland -20. Voor Duitsland -17 kwam ze uit op het EK 2022 in Bosnië en Herzegovina. Door een doelpunt van Şehitler tegen Frankrijk in de halve finale behaalde ze de finale die na penalty's verloren ging tegen Spanje. Met het -19 team nam ze deel aan het EK 2023 in België. Mede door twee doelpunten van Şehitler tegen Oostenrijk wist Duitsland de finale te halen die opnieuw na penalty's werd verloren tegen Spanje. In 2024 nam Şehitler met Duitsland -20 deel aan het WK onder 20 in Colombia. Ze maakte het eerste doelpunt van de Duitsers op het toernooi in het eerste groepsduel tegen Nigeria.
In november 2024 werd Şehitler door bondscoach Christian Wück voor het eerst opgeroepen voor het Duitse voetbalelftal. Op 29 november 2024 maakte ze in Zürich in een vriendschappelijke wedstrijd tegen Zwitserland haar debuut door in de 63e minuut in te vallen voor Sjoeke Nüsken.
Vanaf 2025 mag zij vanwege haar bijzondere achternaam met haar voornaam op het shirt spelen. De UEFA heeft haar hier toestemming voor gegeven.